# Fluvicola
Fluvicola es un género de aves paseriformes perteneciente a la familia Tyrannidae que agrupa a especies originarias de América del Sur y parte de América Central, cuyas áreas de distribución se encuentran desde el este de Panamá, hasta el norte de Argentina. A sus miembros se les conoce por el nombre común de viuditas o tiranos-de-agua.

## Etimología
El nombre genérico femenino «Fluvicola» se compone de las palabras del latín «fluvius, fluvii» que significa ‘río’, y «colere» que significa ‘que habita’.

## Características
Las aves de este género son un atractivo trío de tiránidos de patrón bien marcante, esencialmente negros y blancos, midiendo entre 13 y 14,5 cm de longitud, que son conspícuos cerca de agua, donde a menudo ocurren junto a la viudita cabeciblanca (Arundinicola leucocephala).

## Lista de especies
Según las clasificaciones del Congreso Ornitológico Internacional (IOC) y Clements Checklist/eBird, agrupa a las siguientes especies, con su respectivo nombre común de acuerdo con la Sociedad Española de Ornitología (SEO):
| Imagen | Nombre científico    | Autor            | Nombre común        | Estado de conservación | Distribución |
| ------ | -------------------- | ---------------- | ------------------- | ---------------------- | ------------ |
|        | Fluvicola pica       | (Boddaert, 1783) | viudita pía         | LC                     |              |
|        | Fluvicola albiventer | (Spix, 1825)     | viudita dorsinegra  | LC                     |              |
|        | Fluvicola nengeta    | (Linnaeus, 1766) | viudita enmascarada | LC                     |              |

## Taxonomía
Los amplios estudios genético-moleculares realizados por Tello et al. (2009) descubrieron una cantidad de relaciones novedosas dentro de la familia Tyrannidae que todavía no están reflejadas en la mayoría de las clasificaciones. Siguiendo estos estudios, Ohlson et al. (2013) propusieron dividir Tyrannidae en cinco familias. Según el ordenamiento propuesto, Fluvicola permanece en Tyrannidae, en una subfamilia Fluvicolinae Swainson, 1832-33, en una tribu Fluvicolini Swainson, 1832-33 , junto a parte de Myiophobus, Colorhamphus, Sublegatus, Pyrocephalus, Ochthoeca, Arundinicola, Gubernetes, Alectrurus y provisoriamente, Muscipipra.